# جودت بك الكرياني
جودت بك أو جودت بلبيس (باللغة التركية: Cevdet Bey) هو حاكم ولاية وان في الإمبراطورية العثمانية خلال الحرب العالمية الأولى وحصار وان. يعتبر جودت بك هو المسؤول الأول عن مذابح الأرمن في ولاية وان وما حولها. ذكرت كلارنس أوشر أحد شهود هذه الأحداث، أن حوالي 55000 أرمني قُتلوا فيما بعد. وقد خلفه الحاكم حسن تحسين أوزير. كان جودت قائداً للجنة جمعية الاتحاد والترقي.
ظهر جودت في فيلم إلياس كوتياس أرارات المُنتج عام 2002، والذي حصل على ترشيحين لجوائز الأوسكار.
جودت هو صهر أنور باشا وزير الحربية في الدولة العثمانية أثناء تلك الفترة، وابن طاهر باشا الكرياني السياسي العثماني المُنحدر من إحدى قرى ولاية وان بين بدليس، والموصل.

## لمزيد من الاطلاع
- Arnold Toynbee (1916). The Treatment of Armenians in the Ottoman Empire: Documents Presented to Viscount Grey of Fallodon. Hodder and Stoughton. مؤرشف من الأصل في 2019-07-29.